# Stazione di Musselburgh
La stazione di Musselburgh è una stazione ferroviaria di Musselburgh, Scozia, Regno Unito.
È collocata nella parte occidentale dell'abitato, nelle vicinanze della Queen Margaret University.

## Movimento
Offre servizi regolari sulla East Coast Main Line su convogli gestiti dalla Abellio ScotRail in arrivo dalla stazione di Edimburgo Waverley per quella di North Berwick.